# Musée Lalique
Le musée Lalique est un musée français situé à Wingen-sur-Moder, en Alsace, et consacré au maître verrier et bijoutier René Lalique et à ses successeurs.

## Historique
Ouvert en juillet 2011, le musée Lalique expose environ 650 pièces issues de ses collections propres, mais aussi de dépôts de l'entreprise, de prêts de musées parisiens ou de collectionneurs privés. Il est le seul musée spécifiquement consacré à Lalique en Europe.
Il s'agit d'un musée public géré par un syndicat mixte regroupant la région Grand Est, la Collectivité européenne d'Alsace, la communauté de communes de Hanau-La Petite Pierre et la commune de Wingen-sur-Moder.
Le bâtiment est l'œuvre de l'architecte Jean-Michel Wilmotte, associé à l’Atelier CRUPI Architectes, avec la collaboration de dUCKS scéno pour la conception de la scénographie de l'exposition permanente. Il a été choisi après un concours d'architecture pour son projet présentant une très bonne intégration paysagère.
La première exposition d'envergure du musée Lalique, du 13 juillet au 11 novembre 2012, est consacrée à Suzanne Lalique-Haviland. « Suzanne Lalique-Haviland, le décor réinventé » a été labellisé exposition d'intérêt national par le ministère de la Culture et de la Communication (coproduction avec le musée des beaux-arts de Limoges, en partenariat avec le musée des arts décoratifs de Paris).
Du 21 juin au 3 novembre 2013, le musée Lalique a accueilli l'exposition « Le Verre et les grands maîtres de l'art moderne », qui présente 18 œuvres issues du travail en collaboration entre le sculpteur de verre italien, Egidio Costantini, et des artistes tels que Chagall, Braque, Le Corbusier, Max Ernst, Picasso, Arp ou Lucio Fontana.
Du 16 mai au 11 novembre 2014, le musée Lalique présentait une exposition intitulée « Le Monde aquatique de Lalique ».
Du 24 avril au 1er novembre 2015, le musée Lalique a accueilli l'exposition « Le Verre au quotidien, usages et techniques en Alsace et en Lorraine de l'Antiquité à nos jours ». Cette exposition s'inscrit ainsi dans le cadre de la sixième édition Biennale Internationale du Verre, évènement incontournable du médium verre.
Du 29 avril au 2 novembre 2016, le musée Lalique, en partenariat avec French Lines, proposait l'exposition « Lalique et l'art du voyage ». Le travail de René Lalique pour des paquebots tels que le Paris, l'Île-de-France  ou le Normandie, pour les automobiles des Années folles ou encore pour des trains, tels que le Côte d'Azur Pullman Express était présenté.
Du 24 juin au 5 novembre 2017, une exposition intitulée « Retour aux sources. Quand Lalique s'inspire du monde » a été présentée au musée Lalique. Elle faisait le lien entre les inspirations d'une époque (le japonisme, l'Antiquité, le Moyen Âge…) et le travail de René Lalique tant en bijoux qu'en verre.
Du 27 avril au 4 novembre 2018, le musée Lalique a mis en lumière les œuvres issues de la rencontre entre le cristal Lalique et des artistes contemporains. Par le prisme de ces œuvres à la fois singulières et remarquables, l’exposition donnera à percevoir l’univers de leurs créateurs tout en soulignant l’extraordinaire savoir-faire de la Maison Lalique.
L'exposition L’invention du parfum moderne, du 17 mai au 5 novembre 2019, a abordé l’odyssée du parfum à travers l’histoire du flaconnage, mais a révélé aussi quelques uns des secrets du parfumeur et ses atouts de séduction. Les apports de René Lalique en termes technique, artistique et commercial ont également été mis en valeur, démontrant que la philosophie qu’il avait mise en œuvre dans le flaconnage peut être considérée comme un laboratoire de celle qu’il développa plus globalement comme maître verrier.
En 2020, à la suite de la crise liée au coronavirus, le musée Lalique a modifié sa programmation et a proposé une exposition de photographies intitulée "Gestes et savoir-faire", réalisée avec la photographe Karine Faby qui a mis en avant différents métiers de la cristallerie qui est fermée au public.
En 2021, le musée Lalique a proposé du 19 mai au 1er novembre une exposition sur les arts de la table avec "La table, tout un art", qui met en valeur la créativité foisonnante de Lalique à travers la philosophie qui a guidé la production, l’évolution des usages et du service du vin, mais également des tables de prestige.
En 2022, de juin à novembre, le musée Lalique a célébré les "100 ans de Lalique en Alsace" , en mettant en avant tant l'histoire que les hommes et les femmes qui ont fait et font vivre aujourd'hui la tradition verrière.
En 2023, l'exposition "Faune Puissance 3"  présente du 28 juin au 5 novembre la ménagerie de verre et de cristal des 3 musées qui composent les Etoiles terrestres : le musée Lalique, le musée du verre de Meisenthal et la Grande Place - musée Saint-Louis.